# Teoria das Três Representações
A Tríplice Representatividade (também chamada de o importante pensamento das Três Representações) é uma teoria político-social orientadora creditada a Jiang Zemin, antigo Presidente da República Popular China. Foi ratificada pelo Partido Comunista da China no XVI Congresso do Partido em 2002.
Jiang introduziu a teoria pela primeira vez em 25 de fevereiro de 2000, durante uma visita de inspeção em Maoming, na província de Cantão. Ele buscava fazer uma síntese abrangente da experiência histórica do partido e de como se adaptar às novas situações e tarefas, afirmando:
Uma revisão dos mais de 70 anos de história do nosso Partido suscita uma conclusão importante: nosso Partido obteve o apoio popular durante os períodos históricos da revolução, construção e reforma porque sempre representou os requisitos para o desenvolvimento das forças produtivas da China, a orientação da cultura avançada da China e os interesses fundamentais da esmagadora maioria do povo chinês. O Partido também conquistou apoio popular porque lutou incansavelmente para realizar os interesses fundamentais do país e do povo formulando uma linha, princípios e políticas corretas. Hoje, a humanidade chega mais uma vez ao início de um novo século e um novo milênio. Como nosso Partido pode melhor efetuar a Tríplice Representatividade sob as novas condições históricas é uma questão importante para todos os camaradas do Partidos, especialmente os quadros do alto escalão do Partido, e deve ser considerada profundamente.
 A declaração oficial da ideologia estipula que o Partido Comunista da China deve ser o representante das forças produtivas sociais avançadas, da cultura avançada e dos interesses da esmagadora maioria do povo.

## Visão geral
A declaração formal da teoria é: 

Essa experiência e as experiências históricas obtidas pelo Partido desde sua fundação podem ser resumidas da seguinte forma: Nosso Partido deve sempre representar os requisitos para o desenvolvimento das forças produtivas avançadas da China, a orientação da cultura avançada da China e os interesses fundamentais da maioria esmagadora do povo chinês. Esses são os requisitos inexoráveis para a manutenção e desenvolvimento do socialismo, e a conclusão lógica que nosso Partido atingiu através de uma difícil exploração e de uma grande práxis.— Trecho do relatório de trabalho de Jiang Zemin no 16º Congresso do Partido Comunista da China, 8 de november de 2002

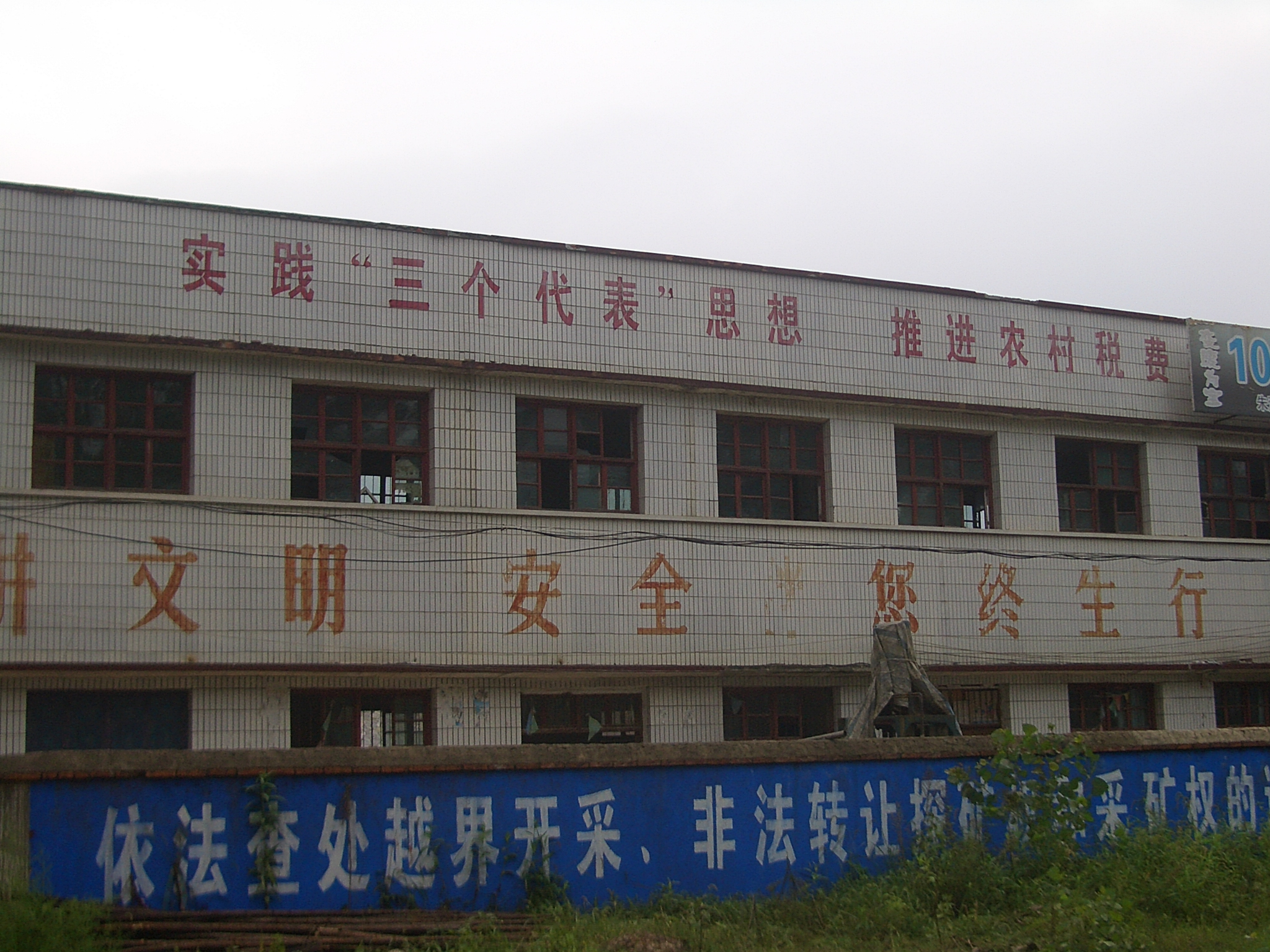
Um slogan em Futu, Hubei, que diz: "Pratique o Pensamento das Tríplice Representatividade, avance a reforma no sistema tributário rural", com a palavra "reforma" (改革) bloqueada por um outdoor.

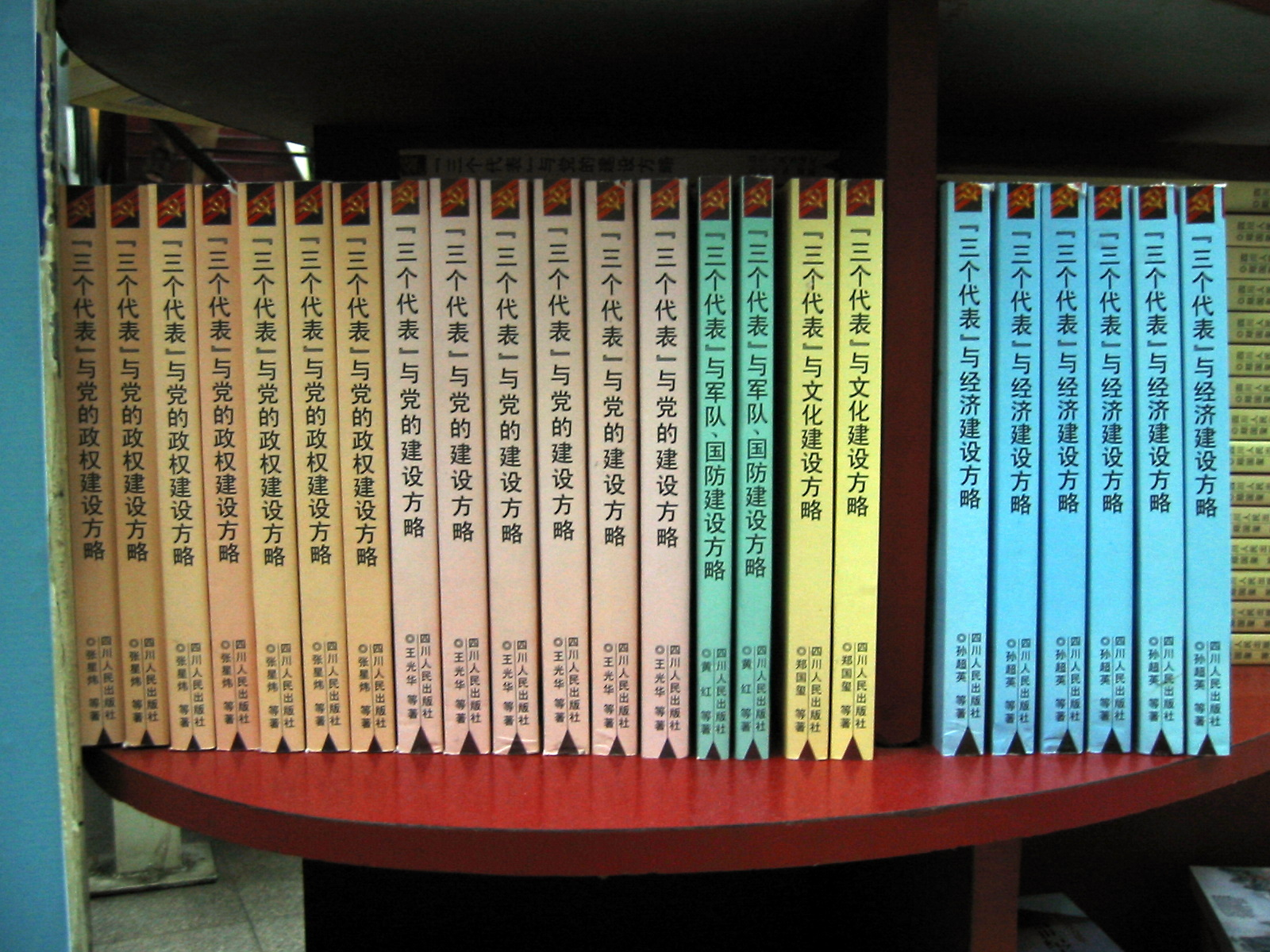
Foram publicados livros sobre a aplicação da Teoria da Tríplice Representatividade aos mais diversos campos, da gestão do partido e do governo ao desenvolvimento da economia e das forças armadas.

Uma possível interpretação da "Tríplice Representatividade":
- "Representar as forças produtivas sociais avançadas" significa produção econômica
- "Representar o curso progressivo da cultura avançada da China" significa desenvolvimento cultural
- "Representar os interesses fundamentais da maioria" significa consenso político

Um dos principais objetivos da Tríplice Representatividade é transformar o Partido Comunista da China em um partido mais governamental e mais democrático. Isso abriu as portas do Partido para "a esmagadora maioria do povo chinês", assim como para empresários e gerentes de empresas. A Teoria das Tríplice Representatividade é outra expansão para aquilo que o governo da China definiria como "aliados". Ao longo dos anos, o número de pessoas que poderiam ser definidas como "inimigos de classe" foi reduzindo, ao passo em que o número de pessoas que pertenciam aos "indecisos" (pessoas que não eram aliadas, mas que não ameaçavam o regime do Partido) aumentou.